# Oulu Tuira
Oulu Tuira – dawna stacja kolejowa w Oulu w Finlandii. Została otwarta 16 października 1903 roku na linii kolejowej Oulu – Tornio. W 1990 stacja przestała obsługiwać ruch pasażerski, a w 2002 towarowy.
Oulu Tuira była stacją węzłową. Poza linią do Tornio znajdowała się również na krótkiej linii do stacji Toppila, która była pierwotnym przystankiem końcowym linii Seinäjoki – Oulu. Od stacji odchodziła również bocznica prowadząca do terminala paliwowego na Vihreäsaari, wybudowana w 1971 roku i funkcjonująca do 2007.